# Światowy Festiwal Sztuki Czarnych

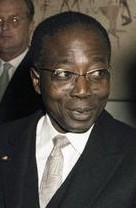
Léopold Sédar Senghor – inicjator pierwszej edycji

Światowy Festiwal Sztuki Czarnych (fr. Festival mondial des Arts nègres) – festiwal ogólnoartystyczny, który odbył się w latach 1961, 1963, 1965 i 1966 w Dakarze w Senegalu. Zakończenie nastąpiło w dniach 1-24 kwietnia 1966.
Festiwal był entuzjastyczną odpowiedzią na uzyskanie niepodległości przez Senegal, a także falę ruchów niepodległościowych w całej Afryce w tym czasie. Na festiwalu reprezentowane były wszystkie nurty sztuki (najbardziej taniec), jednak kryterium występowania miało charakter rasistowski – festiwal dotyczył tylko osób czarnoskórych.
Inicjatorem festiwalu był senegalski poeta i prezydent tego kraju Léopold Sédar Senghor. Chodziło o pokazanie potęgi i różnorodności kultury osób o czarnym kolorze skóry, nie tylko Afrykanów. W festiwalu udział wzięli przedstawiciele Kolumbii, Brazylii, Jamajki, Puerto Rico, Alabamy, Georgii, wysp pacyficznych i basenu Oceanu Indyjskiego.
Druga edycja Festiwalu odbyła się w 1977 w Lagos w Nigerii. Trzecia miała miejsce w dniach 10-31 grudnia 2010 w Senegalu (Dakar).